# U-137 (1940)
U-137 – niemiecki okręt podwodny (U-Boot) typu II D z okresu II wojny światowej. Okręt wszedł do służby w czerwcu 1940 roku. Wybrani dowódcy: Oblt. Herbert Wohlfarth.

## Historia
Wykorzystywany głównie jako jednostka szkolna. Odbył cztery patrole bojowe, podczas których zatopił 6 statków handlowych o łącznej pojemności 24 136 BRT, uszkodził kolejny (4 917 BRT) i krążownik pomocniczy HMS „Cheshire” (10 552 BRT).
Zatopiony przez załogę 2 maja 1945 roku w Wilhelmshaven (operacja Regenbogen). Wrak wydobyto i złomowano, data nieznana.